# 青木太一郎
青木 太一郎（あおき たいちろう、1938年〈昭和13年〉7月2日 - ）は、新潟県新潟市西区出身の政治家。新潟県立新潟南高等学校卒業、東京農業大学修了。新潟県議会議員（7期）、黒埼町長（1期）、黒埼町議会議員を歴任した。勲等は旭日中綬章。

## 概要
新潟県立新潟南高等学校を卒業後、家業の農業に従事する傍ら、村の青年団に入り、後に団長を務める:7-20,65-68。1958年（昭和33年）に東京農業大学農学部を通信制で修了。1971年（昭和46年）から黒埼町議会議員を務め、3期目途中で辞任し、1981年（昭和56年）に行われた黒埼町長選に出馬。当時の浅妻茂一郎町長に挑んだが、落選。4年後の町長選では同じ顔合わせになり、7443票を集めて当選する。
1985年（昭和60年）2月から1989年（平成元年）2月まで、黒埼町長を務める。
1987年（昭和62年）、黒埼町の町議会選挙で当選したばかりの町議26人のうちの過半数の14人が県議選にからむ公職選挙法違反（被買収）の疑いで逮捕され、町議会が開会できない状況になった。捕まった14人は、改選前までは大型店進出をめぐっての青木町長のリベート疑惑を、百条委員会を設けて追及していた立場だった。それまでは黒埼町長が自民党の武田武夫県議会議員（かつて黒埼村村長を三期務めた）の後援会長を務めるのが慣例だったが、これを青木町長が拒否したことで、不利な状況を挽回しようとした武田派の前町議の一人が14人の町議に現金をばらまいたとされている。
1989年（平成元年）の町長選に再戦を目指して立候補。再び浅妻茂一郎との一騎打ちになったが敗れ、再戦はならなかった。
1989年（平成元年）の参議院議員比例代表選挙では、スポーツ平和党の候補として、名簿番号順ではアントニオ猪木、青次賢太朗に続く第3位として立候補した（落選）。
東京佐川急便事件では、黒埼町長時代に、金子清新潟県知事（当時副知事）を佐川急便の佐川清会長と東京佐川急便の渡辺広康社長に引き合わせるなど、金子と佐川側とのパイプ役を果たしていたことから、東京地検特捜部より家宅捜索および事情聴取を受けている。新潟県が観光PR拠点設立のために黒埼町に設立した第三セクターの「新潟ふるさと村」について、開業後数年間について大幅な赤字が予想されたため、資金援助を佐川グループに依頼するために、青木が橋渡しをしたとされる。青木によれば、1988年（昭和63年）1月に君健男新潟県知事から頼まれて、京都の佐川清会長宅を訪れ依頼し、会長から「地元のためになるなら協力する」と返事をもらい、3月には、金子清新潟県副知事と再び佐川会長宅に挨拶に行っている。
1995年（平成7年）から県議会議員へ転身し、現在も、新潟市西区選挙区選出の県議会議員を務めており、黒埼地区を地盤としている。2001年（平成13年）には、松川キヌヨ、佐藤浩雄と共に「無所属の会」（インデペンデントクラブ）という会派を結成している。2003年（平成15年）の県議選では、地盤だった黒埼町が新潟市に編入合併され、西蒲原選挙区から新潟市選挙区に変わったことにより、選挙区を替えている。その際には、「西蒲からの出馬の要請も強くあったが、親の介護の問題もあり、黒埼を離れられない。次は新潟市から出たい。」と後援会に説明している。さらに、2007年（平成19年）の県議選では、新潟市の政令市移行に伴って、新潟市全体で1選挙区だったものが5分割され、西区選挙区から立候補となった。その際には「生まれ育った古里をこよなく愛す」と声を張り上げてアピールをした。また、この選挙の後に、「無所属の会」を離脱している。2019年（平成31年）の統一地方選では、支持者の高齢化が懸念されていたが議席を守った。
2019年（令和元年）には、県議在職25年の県政功労者として新潟県知事表彰を受けている。
2023年（令和5年）の県議選には、不出馬。県議を引退した。翌2024年、旭日中綬章受章。